# 小行星1497
小行星1497（1497 Tampere）是一颗主带小行星，是爾約·維薩拉在1938年9月22日于图尔库发现的。
該小行星以芬兰的城市坦佩雷命名。